# Toggle rope

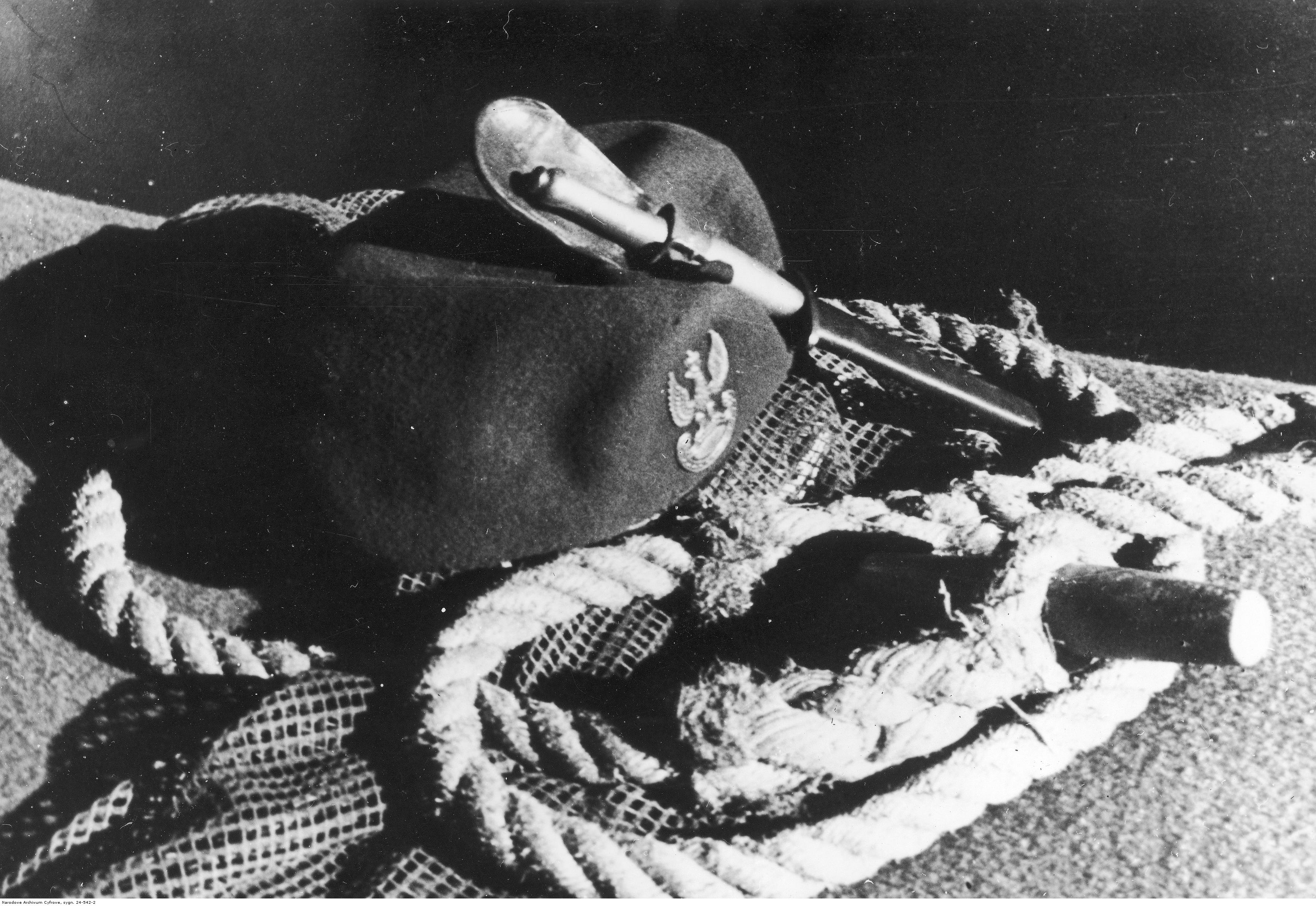
Wyposażenie 2 Batalionu Komandosów Zmotoryzowanych: zielony beret, lina toggle rope, siatka maskująca i nóż szturmowy Fairbairn-Sykes

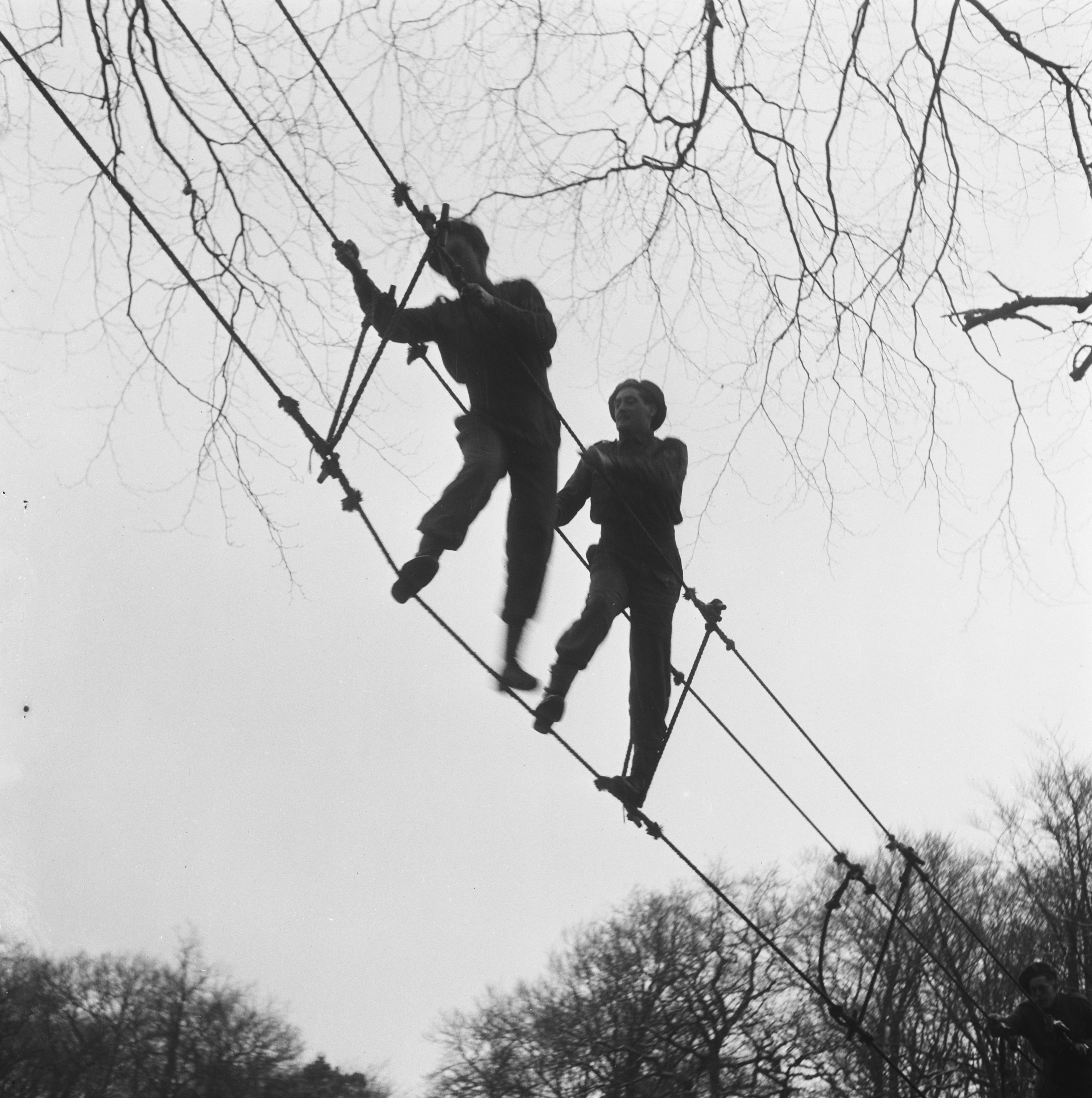
Dwaj komandosi na moście linowym z widocznymi toogle rope

Toggle rope (ang.) – lina indywidualna będąca standardowym wyposażeniem brytyjskich formacji komandosów (oraz komandosów innych narodowości służących w brytyjskich jednostkach specjalnych) i spadochroniarzy w czasie II wojny światowej.
Były to odcinki liny różnej długości, zwykle około 1 metra z jednej strony zakończone pętelką a z drugiej przetyczką, dzięki czemu mogły być łączone w dość długie odcinki liny. Toggle rope służyła do wspinaczki, podciągania sprzętu wojskowego, budowy mostów linowych i tym podobnych. Była noszona owinięta wokół pasa lub rzadziej wokół karku i pod pachami, połączona na plecach podobnie jak na przykład szelki tornistra.